# Leichtathletik-Weltmeisterschaften 2023/5000 m der Männer

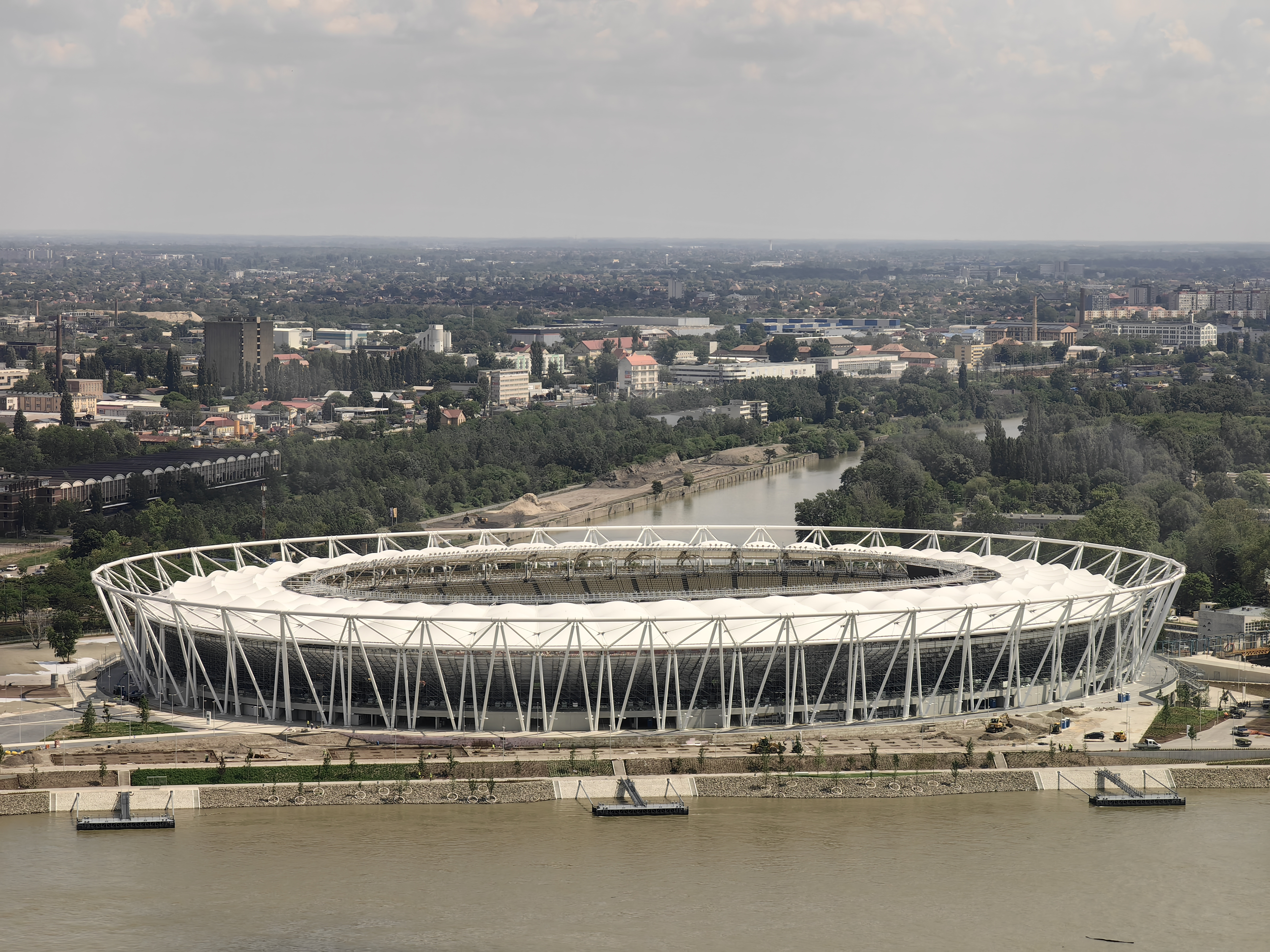
Nemzeti Atlétikai Központ im Mai 2023

Der 5000-Meter-Lauf der Männer bei den Leichtathletik-Weltmeisterschaften 2023 fand am 24. und 27. August 2023 im Stadion Nemzeti Atlétikai Központ der ungarischen Hauptstadt Budapest statt.
44 Athleten aus 24 Ländern nahmen an dem Wettbewerb teil.
Weltmeister wurde der Norweger Jakob Ingebrigtsen. Er gewann vor dem Spanier Mohamed Katir. Bronze ging an den Kenianer Jacob Krop.

## Rekorde

### Bestehende Rekorde
| Weltrekord               | Joshua Cheptegei | 12:35,36 min | Monaco, Fürstentum Monaco        | 14. August 2020 |
| Weltmeisterschaftsrekord | Eliud Kipchoge   | 12:52,79 min | WM Paris/Saint-Denis, Frankreich | 31. August 2003 |

Der bestehende Championshiprekord (CR) wurde bei diesen Weltmeisterschaften nicht erreicht. Die schnellste Zeit in den drei auf das Finish ausgerichteten Rennen erzielte der norwegische Weltmeister Jakob Ingebrigtsen im Finale am 27. August mit 13:11,30 min, womit er 18,51 Sekunden über dem Rekord blieb. Zum Weltrekord fehlten ihm 35,74 Sekunden.

## Legende
Kurze Übersicht zur Bedeutung der Symbolik – so üblicherweise auch in sonstigen Veröffentlichungen verwendet:
- DNS: nicht am Start (did not start)
- DNF: Wettkampf nicht beendet (did not finish)

## Vorrunde
Die Vorrunde wurde in zwei Läufen durchgeführt. Die ersten acht Athleten pro Lauf – hellblau unterlegt – qualifizierten sich für das Finale.

### Vorlauf 1
24. August 2023, 19:01 Uhr Ortszeit
| Platz | Name                     | Nation      | Zeit (min) |
| ----- | ------------------------ | ----------- | ---------- |
| 1     | Mohamed Katir            | Spanien     | 13:35,900  |
| 2     | Hagos Gebrhiwet          | Äthiopien   | 13:36,150  |
| 3     | Jakob Ingebrigtsen       | Norwegen    | 13:36,210  |
| 4     | Ouassim Oumaiz           | Spanien     | 13:36,350  |
| 5     | Abdihamid Nur            | USA         | 13:36,370  |
| 6     | Jimmy Gressier           | Frankreich  | 13:36,420  |
| 7     | Paul Chelimo             | USA         | 13:36,510  |
| 8     | Narve Gilje Nordås       | Norwegen    | 13:36,550  |
| 9     | Andreas Almgren          | Schweden    | 13:36,570  |
| 10    | Egide Ntakarutimana      | Burundi     | 13:37,530  |
| 11    | Benjamin Flanagan        | Kanada      | 13:38,690  |
| 12    | Mike Foppen              | Niederlande | 13:38,940  |
| 13    | John Heymans             | Belgien     | 13:39,670  |
| 14    | Nicholas Kipkorir Kimeli | Kenia       | 13:40,430  |
| 15    | Birhanu Balew            | Bahrain     | 13:41,000  |
| 16    | Brian Fay                | Irland      | 13:42,860  |
| 17    | Cornelius Kemboi         | Kenia       | 13:44,320  |
| 18    | Kazuya Shiojiri          | Schweden    | 13:51,000  |
| 19    | Stewart McSweyn          | Australien  | 13:56,81 a |
| 20    | Sam Parsons              | Deutschland | 14:03,140  |
| 21    | Valentín Soca            | Uruguay     | 14:16,150  |
| DNS   | Joshua Cheptegei         | Uganda      |            |

### Vorlauf 2
24. August 2023, 19:22 Uhr Ortszeit
| Platz | Name                   | Nation     | Zeit (min) |
| ----- | ---------------------- | ---------- | ---------- |
| 1     | Luis Grijalva          | Guatemala  | 13:32,72   |
| 2     | Yomif Kejelcha         | Äthiopien  | 13:32,83   |
| 3     | Mohammed Ahmed         | Kanada     | 13:33,16   |
| 4     | Berihu Aregawi         | Äthiopien  | 13:33,23   |
| 5     | Oscar Chelimo          | Uganda     | 13:33,33   |
| 6     | Mohamed Ismail Ibrahim | Dschibuti  | 13:33,51   |
| 7     | Ishmael Kipkurui       | Kenia      | 13:33,63   |
| 8     | Jacob Krop             | Kenia      | 13:33,63   |
| 9     | Thierry Ndikumwenayo   | Spanien    | 13:34,03   |
| 10    | Rodrigue Kwizera       | Burundi    | 13:35,81   |
| 11    | Magnus Tuv Myhre       | Norwegen   | 13:36,36   |
| 12    | Jonas Raess            | Schweiz    | 13:37,84   |
| 13    | Henrik Ingebrigtsen    | Norwegen   | 13:38,80   |
| 14    | Hugo Hay               | Frankreich | 13:39,76   |
| 15    | Sean McGorty           | USA        | 13:40,28   |
| 16    | Morgan McDonald        | Australien | 13:43,58   |
| 17    | Hyūga Endō             | Japan      | 13:50,49   |
| 18    | Emil Danielsson        | Schweden   | 13:54,35   |
| 19    | Robin Hendrix          | Belgien    | 13:55,81   |
| 20    | Samuel Freire          | Kap Verde  | 14:07,38   |
| 21    | Ferenc Soma Kovács     | Ungarn     | 14:11,99   |
| 22    | Mohamed Hrezi          | Libyen     | 14:14,72   |

## Finale

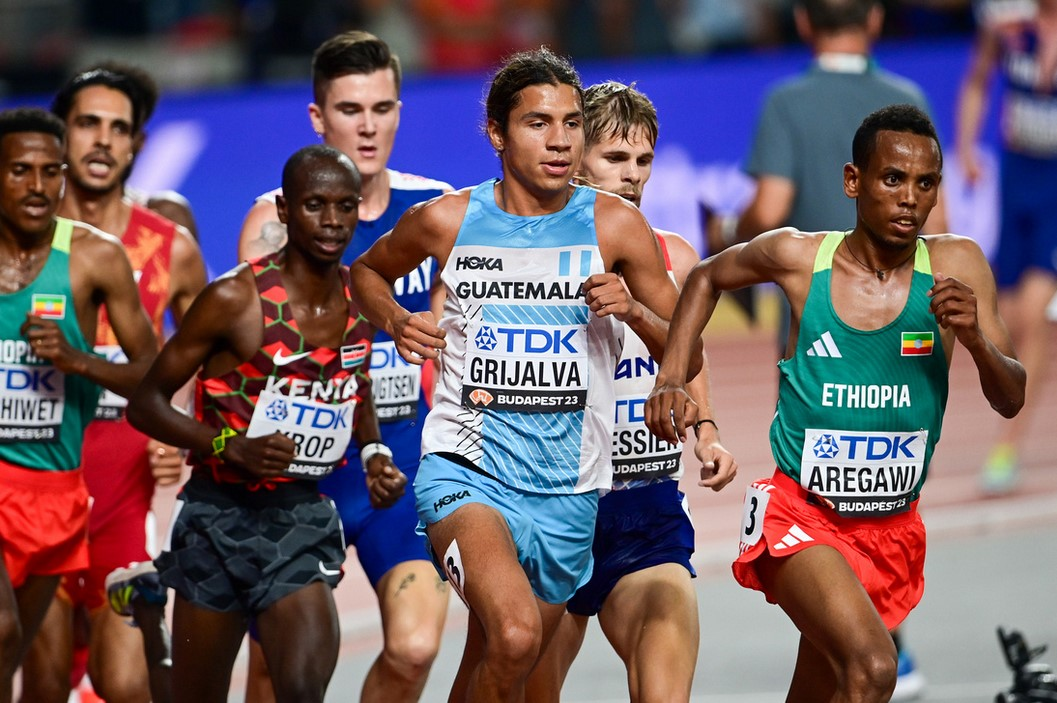
Das Rennen kommt langsam in die entscheidende Phase

27. August 2023, 20:20 Uhr Ortszeit
| Platz | Name                   | Nation     | Zeit (min) |
| ----- | ---------------------- | ---------- | ---------- |
| 1     | Jakob Ingebrigtsen     | Norwegen   | 13:11,30   |
| 2     | Mohamed Katir          | Spanien    | 13:11,44   |
| 3     | Jacob Krop             | Kenia      | 13:12,28   |
| 4     | Luis Grijalva          | Guatemala  | 13:12,50   |
| 5     | Yomif Kejelcha         | Äthiopien  | 13:12,51   |
| 6     | Hagos Gebrhiwet        | Äthiopien  | 13:12,65   |
| 7     | Mohammed Ahmed         | Kanada     | 13:12,92   |
| 8     | Berihu Aregawi         | Äthiopien  | 13:12,99   |
| 9     | Jimmy Gressier         | Frankreich | 13:17,20   |
| 10    | Ishmael Kipkurui       | Kenia      | 13:21,20   |
| 11    | Mohamed Ismail Ibrahim | Dschibuti  | 13:23,89   |
| 12    | Abdihamid Nur          | USA        | 13:23,90   |
| 13    | Stewart McSweyn        | Australien | 13:26,58   |
| 14    | Narve Gilje Nordås     | Norwegen   | 13:28,73   |
| 15    | Paul Chelimo           | USA        | 13:30,88   |
| 16    | Ouassim Oumaiz         | Spanien    | 13:31,99   |
| DNF   | Oscar Chelimo          | Uganda     |            |

| Zwischenzeiten      | Zwischenzeiten | Zwischenzeiten                                                | Zwischenzeiten |
| Zwischenzeit- Marke | Zwischenzeit   | Führende                                                      | 1000-m-Zeit    |
| ------------------- | -------------- | ------------------------------------------------------------- | -------------- |
| 1000 m              | 02:46,56 min   | Ishmael Kipkurui knapp sechs Sekunden vor dem restlichen Feld | 2:46,56 min    |
| 2000 m              | 05:29,34 min   | Ishmael Kipkurui gut sechs Sekunden vor dem restlichen Feld   | 2:42,78 min    |
| 3000 m              | 08:13,11 min   | Hagos Gebrhiwet mit dem kompletten Feld                       | 2:43,57 min    |
| 4000 m              | 10:49,71 min   | Berihu Aregawi mit einer dreizehnköpfigen Spitzengruppe       | 2:36,60 min    |
| 5000 m              | 13:11,30 min   | Jakob Ingebrigtsen                                            | 2:21,59 min    |

## Videolink
- World Championships 5000m race, youtube.com, abgerufen am 5. September 2023